# Électricité au Sénégal
L'électricité au Sénégal est un secteur stratégique pour le développement économique du pays. Le secteur est dominé par la Société nationale d'électricité du Sénégal (SENELEC), entreprise semi-publique créée en 1998. Le pays vise l'accès universel à l'électricité d'ici 2030.

## Histoire

### Création de la SENELEC
La Société nationale d'électricité du Sénégal (SENELEC) a été créée par la loi 98-06 du 28 janvier 1998. Cette société anonyme à participation publique majoritaire a pour mission la production, le transport, la distribution, l'achat et la vente d'énergie électrique, ainsi que l'importation et l'exportation d'électricité.

### Évolution de la capacité de production
La capacité de production électrique du Sénégal a connu une croissance significative au cours des dernières décennies. Entre 2011 et 2014, la SENELEC a augmenté sa capacité de production de 26%, passant de 2 560 GWh à 3 227 GWh.

## Infrastructure électrique

### Capacité installée
En 2023, la puissance installée au Sénégal atteint 1 945 MW, répartie comme suit :
- 1 416 MW de centrales thermiques
- 250 MWc de centrales solaires
- 159 MW de centrales éoliennes
- 121 MW de centrales hydroélectriques

En 2025, la puissance brute installée s'élève à 2 881 MW, incluant les installations de l'industrie minière, pétrolière et manufacturière qui vendent de l'électricité à la SENELEC.

### Production électrique
La production électrique s'est élevée à 6 654 GWh en 2023, en hausse de 12,6%, répartie entre :
- 1 730 GWh produits par la SENELEC
- 4 916 GWh achetés aux autres producteurs
- 8 GWh sur les réseaux non interconnectés

### Réseau de transport et distribution
Le Sénégal dispose d'un réseau électrique performant avec un rendement de 82% et 18 072 km de lignes électriques. Cette infrastructure permet au pays d'exporter environ 280 MW de puissance ou 1 250 GWh de production annuelle vers les pays voisins tels que la Guinée, la Gambie, la Mauritanie et le Mali.

## Mix énergétique

### Stratégie "Gas to Power"
Le Sénégal a adopté en 2018 une stratégie "gas to power" visant à produire l'électricité à partir du gaz naturel local. Cette stratégie s'appuie sur les projets gaziers GTA et Yakaar-Teranga, dont la production est attendue entre 2024 et 2025. L'arrivée du gaz permettra une forte diminution de l'utilisation du fuel comme intrant de production.

### Énergies renouvelables
Le Sénégal développe progressivement les énergies renouvelables dans son mix énergétique, notamment à travers l'intégration de centrales solaires et éoliennes. Cette diversification s'inscrit dans l'objectif d'amélioration de la durabilité et de la compétitivité du secteur électrique.

## Accès à l'électricité

### Taux d'électrification national
Le taux d'électrification du Sénégal présente des disparités importantes entre les zones urbaines et rurales :
- Zone urbaine : 97,1%
- Zone rurale : 64,5%
- National : 64% (2018)

### Électrification rurale
L'électrification rurale a connu une progression notable, passant de 43,2% en 2018 à 53,9% en 2019. Cette amélioration rapproche le pays de son ambition d'atteindre l'accès universel à l'énergie.

### Inégalités socio-économiques
L'accès à l'électricité varie considérablement selon le niveau socio-économique des ménages :
- Ménages les plus pauvres : 17,4%
- Ménages les plus aisés : 94,5%

## Défis et projets

### Objectif d'accès universel
Le Sénégal s'est fixé l'objectif ambitieux d'atteindre l'accès universel à l'électricité d'ici 2030. Pour y parvenir, le pays doit doubler son taux d'électrification actuel.

### Projets de renforcement
L'Agence française de développement (AFD) et l'Union européenne soutiennent des projets visant à renforcer les capacités de la SENELEC et à sécuriser l'approvisionnement en électricité du pays.
La Banque mondiale finance également un projet de renforcement de l'accès à l'énergie qui prévoit la construction et la réhabilitation de près de 4 000 kilomètres de lignes électriques, l'électrification de 200 000 ménages, 600 dispensaires et 200 écoles.

### Défis techniques
Le secteur électrique sénégalais fait face à plusieurs défis, notamment les coupures d'électricité récurrentes, particulièrement pendant les périodes de forte chaleur. Ces interruptions perturbent les activités économiques et la vie quotidienne des citoyens.

## Commerce régional
Le Sénégal joue un rôle important dans le commerce régional d'électricité en Afrique de l'Ouest. Grâce à son réseau performant, le pays peut exporter environ 280 MW de puissance vers ses voisins, contribuant ainsi à l'intégration énergétique régionale,.

## Réglementation et gouvernance
Le secteur électrique sénégalais est régi par la loi 98-06 du 28 janvier 1998 qui définit le cadre institutionnel et les missions de la SENELEC. Cette réglementation encadre les activités de production, transport, distribution et commercialisation de l'électricité sur le territoire national.